# 파루크 1세
파루크 1세(이집트 아랍어: فاروق الأول Fārūq al-Awwal, 1920년 2월 11일 ~ 1965년 3월 18일)는 이집트의 실질적 마지막 왕이었다. 그는 1952년 이집트 혁명으로 퇴위해 망명을 갔고, 그의 아들인 파우드 2세도 곧 퇴위되 이집트는 공화국이 되었다. 

## 생애
파루크 1세는 1920년 2월 11일 이집트의 카이로에서 태어났다. 아버지는 푸아드 1세였으며 어머니는 나즐리 사브리였다. 잉글랜드 울위치의 군사학교를 졸업하였고, 1936년 4월 28일 푸아드 1세가 사망하자 왕이 되었다. 
1952년 가말 압델 나세르와 무함마드 나기브의 군부 쿠테타가 성공, 나기브가 대통령이 되고 파루크 1세는 이탈리아로 망명하였다. 그는 1965년 3월 18일 이탈리아의 로마에서 사망하였다. 그의 여동생 파우지아 시린은 페르시아의 국왕 레자 샤 팔라비의 첫 번째 아내였으며 그의 아내는 사피나즈 줄피카르 그리고 나리만 사데크였다. 